# Jerry Rice, Jr
Pour les articles homonymes, voir Rice.
Ne doit pas être confondu avec Jerry Rice.
(en) Statistiques sur pro-football-reference
Jerry Lee Rice, Jr., né le 27 juillet 1991 à Atherton en Californie, est un joueur américain de football américain évoluant au poste de wide receiver. Il est le fils du wide receiver Jerry Rice.

## Biographie
Étudiant à l'université de Californie à Los Angeles, il joue pour les Bruins d'UCLA. Il poursuit par la suite à l'université du Nevada à Las Vegas, il a joué pour les Rebels d'UNLV.
Non drafté en 2014, il signe aux Redskins de Washington. Il a auparavant réalisé des essais avec les Ravens de Baltimore et les 49ers de San Francisco.
N'étant resté qu'une saison aux Redskins, il s'engage pour les Alouettes de Montréal en Ligue canadienne de football (LCF), mais est libéré avant le début de la saison 2016.